# Луис Жервазони
Луис Жервазони (Рио де Жанеиро, 22. маја 1907. — 1963) био је бразилски фудбалер из Рио де Жанеира. Играо је за репрезентацију Бразила у ФИФА светском првенству 1930. године.

## Трофеји

### Клуб
- Кампеонато Кариока (3):

Васко да Гама: 1929, 1934, 1936

### Национални
- Копа Рио Бранко (1):

Бразил: 1932